# Crecente (Pastoriza)
Crecente (llamada oficialmente O Salvador de Crecente) es una parroquia española del municipio de Pastoriza, en la provincia de Lugo, Galicia.

## Otras denominaciones
La parroquia también es conocida por los nombres de El Salvador de Crecente y San Salvador de Crecente.

## Organización territorial
La parroquia está formada por siete entidades de población:
- Abeal (O Aveal)
- Abegas (As Abegas)
- Castro (O Castro)
- Miñoto
- Negrelos
- Plazas (As Prazas)
- Rigueira (A Regueira)

## Demografía
| Gráfica de evolución demográfica de Crecente entre 2000 y 2020 |
|                                                                |
| Datos según el nomenclátor publicado por el INE.               |